# Stadion w Suezie
Stadion w Suezie – wielofunkcyjny stadion w Suezie, w Egipcie. Został otwarty w 1990 roku, w roku 2008 przeszedł renowację. Pojemność obiektu wynosi 25 000 widzów. Swoje spotkania rozgrywają na nim drużyny Suez SC, Suez Cement oraz Petrojet FC.